# Барская (река)
Барская — река в России, протекает по Асекеевскому району Оренбургской области. Устье реки находится в 151 километре от устья Малого Кинеля по левому берегу. Длина реки составляет 14 километров, площадь водосборного бассейна — 88,1 км².
Название, вероятней всего, произошло от обозначения принадлежности барину.

## Данные водного реестра
По данным государственного водного реестра России относится к Нижневолжскому бассейновому округу, водохозяйственный участок реки — Большой Кинель от истока и до устья, без реки Кутулук от истока до Кутулукского гидроузла. Речной бассейн реки — Волга от верхнего Куйбышевского водохранилища до впадения в Каспий.
Код объекта в государственном водном реестре — 11010000812112100008289.